# Cucullia scrophularivora
Cucullia scrophularivora är en fjärilsart som beskrevs av Achille Guenée 1852. Cucullia scrophularivora ingår i släktet Cucullia och familjen nattflyn. Inga underarter finns listade i Catalogue of Life.